# Chaetona piliseta
Chaetona piliseta là một loài ruồi trong họ Tachinidae.